# Úrvalsdeild kvenna 2012
La Úrvalsdeild kvenna 2012, nota ufficialmente come Pepsi deild kvenna 2012 per ragioni di sponsorizzazione, è stata la 42ª edizione della massima divisione del campionato islandese.
Il campionato è stato vinto dal Þór/KA, per la prima volta nella sua storia sportiva, totalizzando 45 punti, grazie a 14 vittorie, 3 pareggi e una sola sconfitta durante la stagione. Migliori marcatrici del torneo sono state le islandesi Elín Metta Jensen e Sandra María Jessen, giocatrici rispettivamente del Valur e del Þór/KA, con 18 reti realizzate ciascuna.

## Stagione

### Novità
Dalla Úrvalsdeild kvenna 2011 erano stati retrocessi il Grindavík e il Þróttur, mentre dalla 1. deild kvenna erano stati promossi il FH Hafnarfjarðar e il Selfoss.

### Formula
Le dieci squadre partecipanti si sono affrontate in un girone all'italiana con partite di andata e ritorno per un totale di 18 giornate. La prima classificata è campione d'Islanda ed è ammessa alla UEFA Women's Champions League 2013-2014. Le ultime due classificate sono retrocesse in 1. deild kvenna.

## Squadre partecipanti
| Club             | Città          | Stadio             | Stagione precedente                         |
| ---------------- | -------------- | ------------------ | ------------------------------------------- |
| Afturelding      | Mosfellsbær    | N1-völlurinn Varmá | 7º posto in Úrvalsdeild                     |
| Breiðablik       | Kópavogur      | Kópavogsvöllur     | 6º posto in Úrvalsdeild                     |
| FH Hafnarfjarðar | Hafnarfjörður  | Kaplakrikavöllur   | 1º posto nel girone A della 1. deild kvenna |
| Fylkir           | Reykjavík      | Fylkisvöllur       | 5º posto in Úrvalsdeild                     |
| ÍBV Vestmannæyja | Vestmannaeyjar | Hásteinsvöllur     | 3º posto in Úrvalsdeild                     |
| KR Reykjavík     | Reykjavík      | KR-völlur          | 8º posto in Úrvalsdeild                     |
| Selfoss          | Selfoss        | Selfossvöllur      | 1º posto nel girone B della 1. deild kvenna |
| Stjarnan         | Garðabær       | Samsung völlurinn  | 1º posto in Úrvalsdeild                     |
| Þór/KA           | Akureyri       | Thórsvöllur        | 4º posto in Úrvalsdeild                     |
| Valur            | Reykjavík      | Valsvöllur         | 2º posto in Úrvalsdeild                     |

## Classifica finale
Fonte: sito ufficiale.
|                    | Pos. | Squadra          | Pt | G  | V  | N | P  | GF | GS | DR  |
| ------------------ | ---- | ---------------- | -- | -- | -- | - | -- | -- | -- | --- |
| Islanda (bandiera) | 1.   | Þór/KA           | 45 | 18 | 14 | 3 | 1  | 53 | 16 | +37 |
|                    | 2.   | ÍBV Vestmannæyja | 38 | 18 | 12 | 2 | 4  | 58 | 22 | +36 |
|                    | 3.   | Stjarnan         | 38 | 18 | 12 | 2 | 4  | 53 | 23 | +30 |
|                    | 4.   | Valur            | 31 | 18 | 9  | 4 | 5  | 48 | 30 | +18 |
|                    | 5.   | Breiðablik       | 29 | 18 | 8  | 5 | 5  | 41 | 22 | +19 |
|                    | 6.   | FH Hafnarfjarðar | 19 | 18 | 5  | 4 | 9  | 27 | 47 | -20 |
|                    | 7.   | Afturelding      | 16 | 18 | 4  | 4 | 10 | 22 | 42 | -2  |
|                    | 8.   | Selfoss          | 16 | 18 | 4  | 4 | 10 | 30 | 77 | -47 |
|                    | 9.   | Fylkir           | 12 | 18 | 3  | 3 | 12 | 23 | 44 | -21 |
|                    | 10.  | KR Reykjavík     | 8  | 18 | 1  | 5 | 12 | 17 | 49 | -32 |

Legenda:
      Campione d'Islanda e ammesso in UEFA Women's Champions League 2013-2014.
      Retrocesso in 1. deild kvenna.
Note:
Tre punti a vittoria, uno a pareggio, zero a sconfitta.
A parità di punti:
- Squadre classificate con la differenza reti;
- Maggior numero di gol realizzati;
- Punti negli scontri diretti;
- Differenza reti negli scontri diretti;
- Maggior numero di gol realizzati in trasferta negli scontri diretti.

## Risultati

### Tabellone
|                  | Aft  | Bre  | FH   | Fyl  | ÍBV  | KR   | Sel  | Stj  | Þór  | Val  |
| ---------------- | ---- | ---- | ---- | ---- | ---- | ---- | ---- | ---- | ---- | ---- |
| Afturelding      | –––– | -    | -    | -    | -    | -    | -    | -    | -    | -    |
| Breiðablik       | -    | –––– | -    | -    | -    | -    | -    | -    | -    | -    |
| FH Hafnarfjarðar | -    | -    | –––– | -    | -    | -    | -    | -    | -    | -    |
| Fylkir           | -    | -    | -    | –––– | -    | -    | -    | -    | -    | -    |
| ÍBV Vestmannæyja | -    | -    | -    | -    | –––– | -    | -    | -    | -    | -    |
| KR Reykjavík     | -    | -    | -    | -    | -    | –––– | -    | -    | -    | -    |
| Selfoss          | -    | -    | -    | -    | -    | -    | –––– | -    | -    | -    |
| Stjarnan         | -    | -    | -    | -    | -    | -    | -    | –––– | -    | -    |
| Þór/KA           | -    | -    | -    | -    | -    | -    | -    | -    | –––– | -    |
| Valur            | -    | -    | -    | -    | -    | -    | -    | -    | -    | –––– |

## Statistiche

### Classifica marcatrici
Statistiche tratte dal sito ufficiale ksi.is e soccerway.com
| Gol | Rigori |  | Giocatore                   | Squadra          |
| --- | ------ |  | --------------------------- | ---------------- |
| 18  |        |  | Elín Metta Jensen           | Valur            |
| 18  |        |  | Sandra María Jessen         | Þór/KA           |
| 17  |        |  | Harpa Þorsteinsdóttir       | Stjarnan         |
| 14  |        |  | Shaneka Gordon              | ÍBV Vestmannæyja |
| 12  |        |  | Katrín Ásbjörnsdóttir       | Þór/KA           |
| 12  |        |  | Danka Podovac               | ÍBV Vestmannæyja |
| 11  |        |  | Rakel Hönnudóttir           | Breiðablik       |
| 10  |        |  | Anna Björg Björnsdóttir     | Fylkir           |
| 10  |        |  | Vesna Smiljković            | ÍBV Vestmannæyja |
| 10  |        |  | Ashley Bares                | Stjarnan         |
| 10  |        |  | Kristín Erna Sigurlásdóttir | ÍBV Vestmannæyja |